# Vitézcsiröge
A vitézcsiröge (Leistes militaris) a madarak osztályának verébalakúak (Passeriformes) rendjébe, azon belül a csirögefélék (Icteridae) családjába tartozó faj.

## Rendszerezése
A fajt Carl von Linné svéd természettudós írta le 1758-ban, az Emberiza nembe Emberiza militaris  néven. Egyes szervezetek a Sturnella nembe sorolják Sturnella militaris  néven.

## Előfordulása
Aruba, Trinidad és Tobago, valamint Costa Rica, Panama, Argentína, Bolívia, Brazília, Kolumbia, Ecuador Francia Guyana, Guyana, Peru, Suriname, Uruguay és Venezuela területén honos.
Természetes élőhelyei a szubtrópusi és trópusi legelők és szavannák, valamint szántóföldek és legelők. Állandó, nem vonuló faj.

## Megjelenése
A hím átlagos testhossza 19 centiméter, a testtömege 53 gramm, a tojóé 18 centiméter és 46 gramm.
|  |  |

## Életmódja
Rovarokkal és más ízeltlábúakkal táplálkozik, de magvakat és gyümölcsöket is fogyaszt, melyeket a talajon keresgél.

## Természetvédelmi helyzete
Az elterjedési területe rendkívül nagy, egyedszáma pedig stabil. A Természetvédelmi Világszövetség Vörös listáján nem fenyegetett fajként szerepel.